# Cola nitida

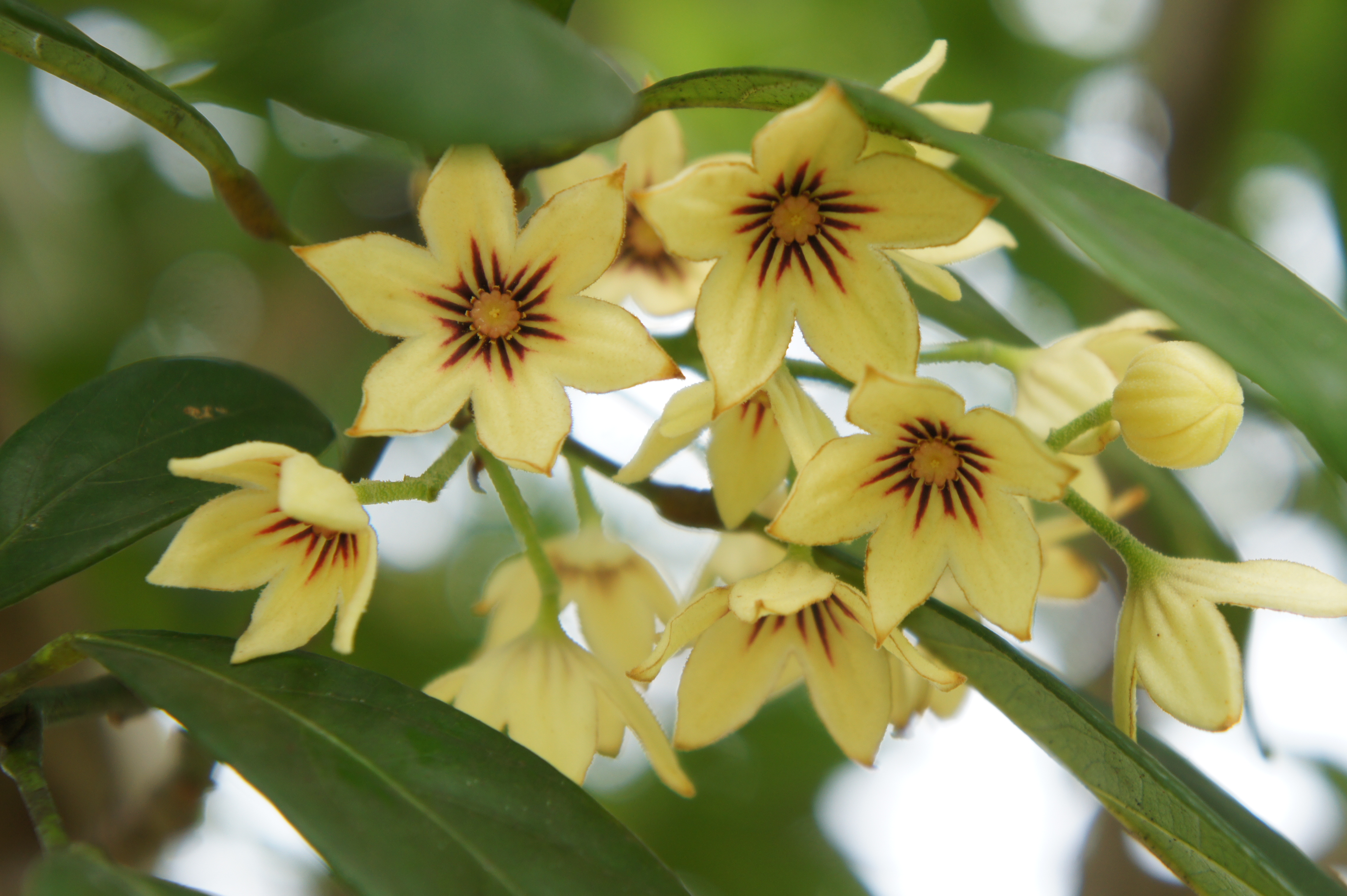
Blüten

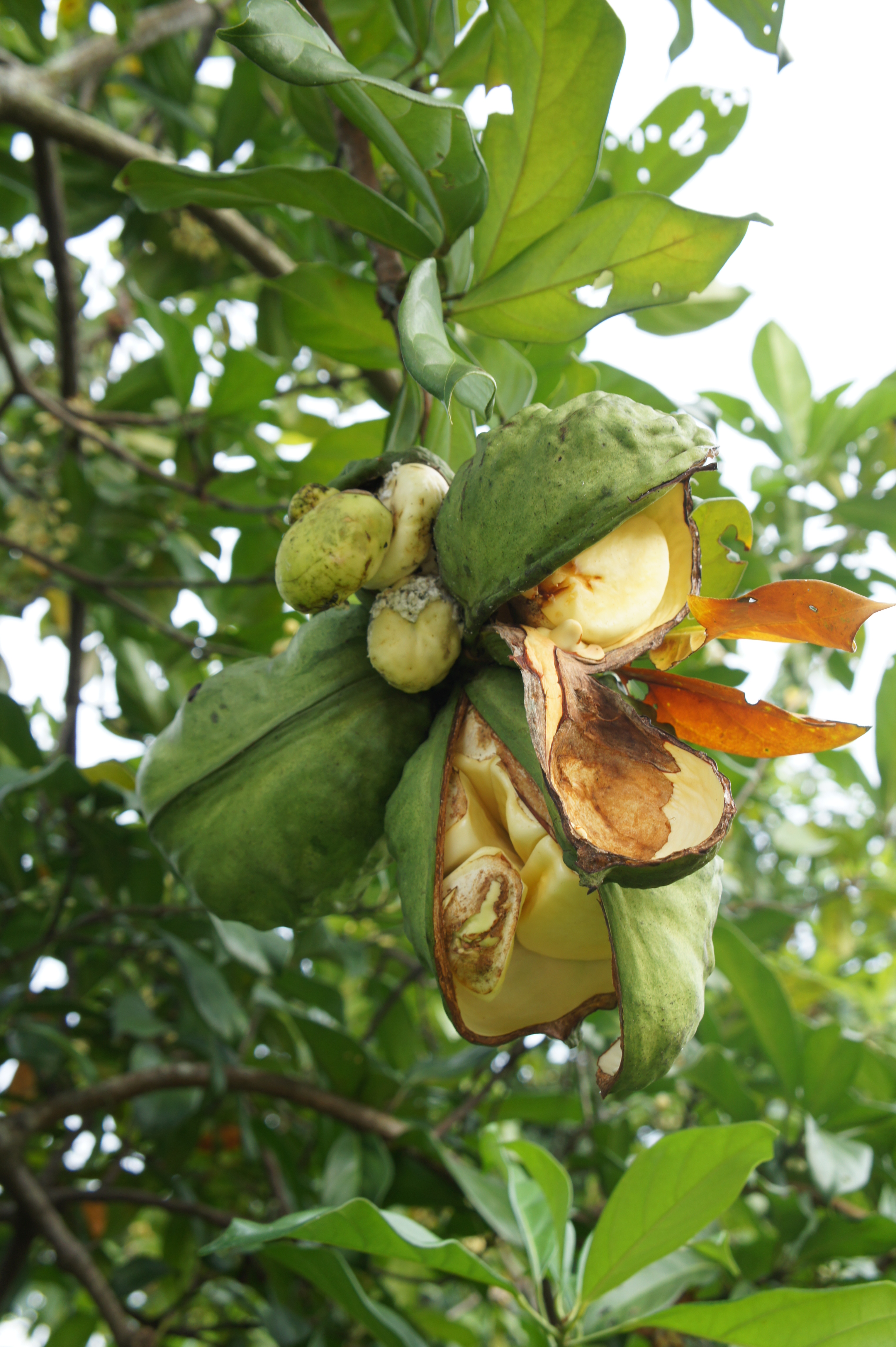
Früchte

Cola nitida ist ein Baum in der Familie der Malvengewächse in der Unterfamilie der Sterkuliengewächse aus Zentral- bis Westafrika.

## Beschreibung
Cola nitida wächst als immergrüner Baum etwa 12 bis über 25 Meter hoch. Der Stammdurchmesser erreicht bis zu 1,5 Meter, es können auch kleinere Brettwurzeln vorhanden sein. Die braune Borke ist rissig bis schuppig.
Die wechselständigen, einfachen Laubblätter sind gestielt. Die fast kahlen, ledrigen und ganzrandigen, bespitzten bis zugespitzten oder geschwänzten Blätter sind etwa 15–32 Zentimeter lang, der kahle Blattstiel ist bis zu 7–10 Zentimeter lang. Die Nebenblätter sind früh abfallend.
Cola nitida ist funktionell einhäusig monözisch. Es werden achselständige und kürzere, leicht behaarte, rispige Blütenstände gebildet. Die etwa fünfzähligen und gestielten, funktionell eingeschlechtlichen, duftenden Blüten mit einfacher Blütenhülle sind gelb, die Kronblätter fehlen. Die leicht behaarten Blütenstiele sind oberseits mit einem „Gelenk“ unterteilt. Die petaloiden Kelchblätter sind kurz becherförmig verwachsen mit eiförmigen, spitzen Zipfeln und rötlichen, streifigen Saftmalen im Zentrum und Schlund. Die männlichen Blüten besitzen kurze Staubblätter, die zweikreisig, mit etwa 10 überlagerten Antheren, in einem behaarten, oberseits scheibenförmigen und am Rand stumpfgezähnten Androgynophor, mit minimalen Pistilloden an der Spitze, im Zentrum, verwachsen sind. Die größeren weiblichen Blüten besitzen in einem kurzen Androgynophor, mit kleinen Staminodien an der Basis, etwa 5 genäherte Stempel mit fast sitzenden, länglichen und sternförmig ausgebreiteten Narbenlappen.
Es werden mehrsamige und grüne, etwas aufgeblasene, bis 13 Zentimeter lange, glatte, höckrige, weichledrige Balgfrüchte gebildet, die in einer Sammelbalgfrucht erscheinen. Die bis zu 4–10 Samen mit weißlicher, fleischiger Samenschale sind 3–3,5 Zentimeter lang und enthalten 2 große, rötliche Kotyledonen (Nüsse). Die Samen der  ähnlichen Cola acuminata besitzen hingegen bis zu 7 Kotyledonen.

## Verwendung
Die Samen bzw. die Kotyledonen (Nüsse) liefern Kolanüsse.